# كينيث ك. بيشتل
كينيث ك. بيشتل (بالإنجليزية: Kenneth K. Bechtel)‏ هو شخصية أعمال أمريكي، ولد في 4 يوليو 1904 في أوكلاند في الولايات المتحدة، وتوفي في 4 فبراير 1978 في سان فرانسيسكو في الولايات المتحدة.